# 코가 마사오
코가 마사오(일본어: 古賀 政男, こが まさお, 1904년 11월 18일 ~ 1978년 7월 25일)는 일본을 대표하는 작곡가이자 기타리스트이다. 본명은 발음이 똑같은 코가 마사오(古賀正夫)이며, 5천 곡에 이른다는 그의 작품은 도쿄음악학교(현 도쿄예술대학 음악부) 출신의 클래식 정통파 후지야마 이치로부터 엔카의 여왕 미소라 히바리까지 수많은 음악가가 연주, 애창했다.

## 생애
후쿠오카현에서 태어나 7살 때 아버지가 숨진 뒤 조선으로 건너갔다. 처음에는 인천, 나중에는 경성에서 살았다. 그가 처음으로 만돌린을 손에 잡은 것은 경성 선린상업학교(현재의 선린인터넷고등학교) 3학년 때였다. 졸업 후 오사카의 상점에 잠시 근무한 뒤 1923년 도쿄에 있는 메이지 대학에 입학, 대학 졸업 후인 1931년에 일본 컬럼비아 전속으로 활동했다. 1978년 7월 25일에 사망했고, 같은 해인 8월 4일에 일본 정부가 수여하는 국민영예상을 수상했다.